# Пасош Црне Горе
Пасош Црне Горе је јавна путна исправа која се црногорском држављанину издаје за путовање и боравак у иностранству, као и за повратак у земљу.
За време боравка у иностранству, путна исправа служи њеном носиоцу за доказивање идентитета и као доказ о држављанству Црне Горе.
Грађанима Црне Горе је потребна само лична карта за улазак у Републику Србију.

## Језици
Пасош је исписан српским, енглеским и француским језиком.

## Страница са идентификационим подацима
- Слика носиоца пасоша
- Тип („“ за пасош)
- Код државе
- Серијски број пасоша
- Презиме и име носиоца пасоша
- Држављанство
- Датум рођења (ДД. ММ. ГГГГ)
- Пол (M за мушкарце или F за жене)
- Место рођења
- Датум издавања (ДД. ММ. ГГГГ)
- Потпис носиоца пасоша
- Датум истека (ДД. ММ. ГГГГ)
- Орган издавања